# Christel Pascal
Christel Pascal-Saioni, francoska alpska smučarka, * 6. oktober 1973, Gap, Francija.
Nastopila je na Olimpijskih igrah 2002, kjer je dosegla 25. mesto v veleslalomu in odstopila v slalomu. Na svetovnih prvenstvih je nastopila petkrat in leta 2001 osvojila srebrno medaljo v slalomu. V svetovnem pokalu je tekmovala dvanajst sezon med letoma 1994 in 2006 ter dosegla eno zmago in še osem uvrstitev na stopničke, vse v slalomu. V skupnem seštevku svetovnega pokala je bila najvišje na dvanajstem mestu leta 2000, ko je bila tudi druga v slalomskem seštevku.